# Maxime de Tyr
Maxime de Tyr (en latin Cassius Maximus Tyrius, en grec ancien Mάξιμος Τύριος / Máximos Túrios) est un philosophe et rhéteur grec du IIe siècle, contemporain des derniers empereurs Antonins. 

## Biographie
Maxime de Tyr est né à Tyr, en Phénicie, vers 125. Il mena d'abord une existence d'orateur itinérant. À Athènes, il rencontra sans doute Arrien, peut-être en 147 ou 148. Il vint à Rome sous le règne de Commode (180-192). Il est mort vers 185.

## Philosophie
« Adversaire des épicuriens contemporains, il répand des thèses platoniciennes et prépare le néoplatonisme » (J.-P. Dumont). On l'a présenté comme un philosophe platonicien, plus exactement médio-platonicien, mais on ne saurait ainsi réduire sa pensée. « Il croyait à un dieu suprême et invisible, à la divinité de l'âme et aux démons, instruments de la Providence » (Grand Larousse du XIXe s.).

## Œuvres

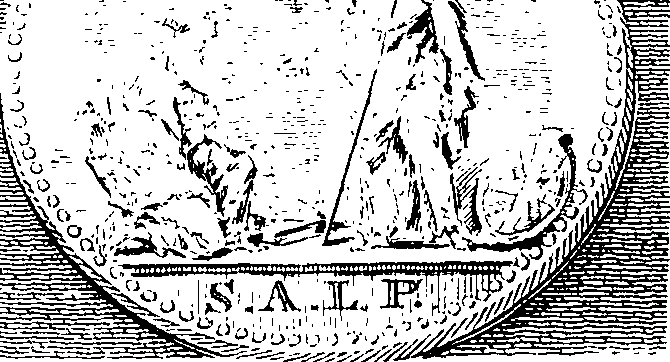
Fleuron d'une édition des dissertations de Maxime de Tyr

Maxime de Tyr est l'auteur de 41 dissertations qui portent sur des sujets variés. Il écrit en grec, dans l'attique le plus classique.
1. La volupté est un bien ; mais elle n'est pas un bien solide.
2. Si la volupté est un bien, elle n'est pas un bien solide.
3. La volupté est un bien, mais elle n'est pas un bien solide.
4. Quelle est la fin de la philosophie ?
5. Il est un art de mettre à profit tous les accidents de la vie.
6. Quelle est la source des sentiments philanthropique ?
7. La philosophie s'approprie à toutes les situations de la vie.
8. S'il faut représenter les Dieux sous des emblèmes sensibles.
9. Si Socrate fit bien de ne rien dire pour sa défense.
10. Quels sont ceux qui ont eu les idées les plus saines touchant les dieux, des poètes ou des philosophes.
11. S'il faut adresser des prières aux dieux.
12. Qu'est ce que la Science ?
13. Quelles sont les plus fâcheuses maladies, celles du corps, ou celles de l'âme ?
14. Qu'est-ce que l'Esprit familier de Socrate ?
15. Qu'est-ce que l'Esprit familier de Socrate ?
16. Si nos connaissances sont des réminiscences ?
17. Qu'est-ce que DIEU, selon Platon ?
18. Faut-il rendre l'Injustice pour l'Injustice ?
19. En admettant la divination, la prudence humaine est-elle, de son cité, capable de quelque chose ?
20. L'ami, à quoi le distingue-t-on du flatteur
21. La vie active l’emporte sur la vie contemplative
22. La vie contemplative l'emporte sur la vie active
23. Platon a-t-il eu raison de ne point admettre Homère dans sa République ?
24. Qu'est-ce que l'amour de Socrate ?
25. Qu'est-ce que l'amour de Socrate ?
26. Qu'est-ce que l'amour de Socrate ?
27. Qu'est-ce que l'amour de Socrate ?
28. De tous les fruits que recueille l’âme des études libérales, ceux qu'elle retire de la philosophie sont les meilleurs
29. Quels sont, des Militaires ou des Cultivateurs, les citoyens les plus utiles à la République? Les militaires.
30. Les Agriculteurs sont plus utiles à la République que les Militaires.
31. Les meilleures occupations libérales sont celles dont les principes concordent avec les principes des bonnes mœurs
32. Homère admet-il un système de principes fixes et déterminés  ?
33. Si la vertu est un art ?
34. Sur le moyen d'être exempt de toute douleur.
35. Quelle est la fin de la philosophie ?
36. Si la vie cynique mérite d'être préférée.
37. Si les Arts libéraux contribuent à rendre l’homme vertueux.
38. Si la vertu vient des Dieux.
39. Un Bien n'est pas plus grand qu'un autre Bien
40. Il est des Biens plus grands que d'autres Biens.
41. Dieu étant l'auteur des biens, d'où viennent les maux ?

## Annexe

#### Éditions
- Sermones e graeca in latinam linguam versi, Cosmo Paccio Archiepiscopopo Florentino interprete, ex castigatione G. Alberti Picti, Parisiis, 1554.
- Traitez qui sont quarante et un discours profondément doctes et grandement éloquens: De nouveau mis en François (par N. Guillebert). Première édition, Rouen, Osmont, 1617.
- Dissertations de Maxime de Tyr, philosophe platonicien, traduites sur le texte grec, avec des notes critiques, historiques et philosophiques par J.J. Combes-Dounous, À Paris : chez Bossange, Masson et Besson, 1802 (an XI).
- Hobein H., Maximi Tyrii Philosophumena, Teubner, Leipzig, 1910.
- Trapp M. B., Maximus Tyrius. Dissertationes, Teubner, Leipzig, 1994  (ISBN 978-3815415351)
- Koniaris G. L., Maximus Tyrius. Philosophumena, Walter de Gruyter, Berlin-New York, 1995  (ISBN 978-3110128338)
- Maximus of Tyre. The philosophical orations, translated, with an introduction and notes, by M. B. Trapp, Oxford University Press, 1997  (ISBN 978-0198149897)
- Maxime de Tyr. Choix de conférences., texte établi par M. Trapp, introduit, traduit du grec et annoté par Brigitte Pérez-Jean et Frédéric Fauquier, Paris, Les Belles Lettres, 2014  (ISBN 978-2-251-33974-0)

#### Études
- (de) K. Meiser, Studien zu Maximos Tyrios, Munich, 1909.
- G. Soury, Aperçus de philosophie religieuse chez Maxime de Tyr, Thèse, Paris, 1942.
- F. Fauquier / B. Pérez-Jean (sous la dir.), Maxime de Tyr, entre rhétorique et philosophie au IIe siècle de notre ère, Montpellier, Presses Universitaires de la Méditerranée, 2016 (ISBN 978-2-36781-214-4)
- P. Daouti, Homère et Platon chez Maxime de Tyr, Thèse, Université Paul Valéry – Montpellier III et Université Capodistria d' Athènes, Montpellier, 2015, http://www.biu-montpellier.fr/florabium/jsp/nnt.jsp?nnt=2015MON30042.